# Temporada 2011 de Auto GP
La Temporada 2011 de Auto GP es la segunda temporada del campeonato con esta denominación y la decimotercera en total. La temporada empieza el 15 de mayo en Monza y termina el 2 de octubre en Mugello. El ganador de la temporada es Kevin Ceccon mientras que en el de escuderías DAMS revalida el título.

## Escuderías y pilotos
| Escudería         | N.º | Piloto               | Rondas   |
| ----------------- | --- | -------------------- | -------- |
| DAMS              | 1   | Sergey Afanasyev     | 1–3, 5–7 |
| DAMS              | 2   | Rio Haryanto         | 1–4, 6–7 |
| DAMS              | 2   | Kevin Korjus         | 5        |
| DAMS              | 3   | Adrien Tambay        | 1–3      |
| TP Formula        | 4   | Samuele Buttarelli   | Todas    |
| TP Formula        | 17  | Pasquale Di Sabatino | 2–7      |
| Ombra Racing      | 5   | Kevin Ceccon         | Todas    |
| Ombra Racing      | 6   | Francesco Dracone    | 4–7      |
| Ombra Racing      | 11  | Pasquale Di Sabatino | 1        |
| Ombra Racing      | 11  | Stefano Bizzarri     | 2        |
| Ombra Racing      | 71  | Michele la Rosa      | 7        |
| Emmebi Motorsport | 6   | Francesco Dracone    | 1–3      |
| Griffitz Durango  | 7   | Giovanni Venturini   | Todas    |
| Griffitz Durango  | 8   | Giuseppe Cipriani    | Todas    |
| Super Nova Racing | 9   | Adrian Zaugg         | 1        |
| Super Nova Racing | 9   | Jon Lancaster        | 3–4      |
| Super Nova Racing | 9   | Luca Filippi         | 7        |
| Super Nova Racing | 10  | Luca Filippi         | 1–4, 6   |
| Lazarus           | 15  | Fabrizio Crestani    | Todas    |
| Lazarus           | 16  | Fabio Onidi          | Todas    |
| Campos Racing     | 22  | Bruno Méndez         | 1–5      |
| Campos Racing     | 22  | Adam Carroll         | 6–7      |
| Campos Racing     | 23  | Adrian Campos, Jr.   | 1, 4–6   |
| Campos Racing     | 23  | Rodolfo González     | 2        |
| Campos Racing     | 33  | Marco Barba          | 1–3      |
| Campos Racing     | 33  | Adam Carroll         | 4        |
| Campos Racing     | 33  | Adrien Tambay        | 5–7      |
| MP Motorsport     | 27  | Daniël de Jong       | 4–6      |

## Cambios en el reglamento
- Nuevo sistema de puntuación:

| Sistema de puntuación 2011 | Sistema de puntuación 2011 | Sistema de puntuación 2011 | Sistema de puntuación 2011 | Sistema de puntuación 2011 | Sistema de puntuación 2011 | Sistema de puntuación 2011 | Sistema de puntuación 2011 | Sistema de puntuación 2011 | Sistema de puntuación 2011 | Sistema de puntuación 2011 | Sistema de puntuación 2011 | Sistema de puntuación 2011 |
| -------------------------- | -------------------------- | -------------------------- | -------------------------- | -------------------------- | -------------------------- | -------------------------- | -------------------------- | -------------------------- | -------------------------- | -------------------------- | -------------------------- | -------------------------- |
| Carrera                    | 1st                        | 2nd                        | 3rd                        | 4th                        | 5th                        | 6th                        | 7th                        | 8th                        | 9th                        | 10th                       | Pole Position              | Vuelta Rápida              |
| R1                         | 25                         | 18                         | 15                         | 12                         | 10                         | 8                          | 6                          | 4                          | 2                          | 1                          | 1                          | 1                          |
| R2                         | 18                         | 13                         | 10                         | 8                          | 6                          | 4                          | 2                          | 1                          |                            |                            |                            | 1                          |

## Calendario
El calendario oficial fue anunciado el 22 de noviembre de 2010. El 8 de marzo de 2011, la ronda que iba a disputarse en Marrakech fue cancelada, y sería reemplazada por el Hungaroring. El 23 de junio de 2011, la ronda que iba a disputarse en Bucharest fue cancelada por los problemas financieros del organizador. Sería reemplazada por una ronda en el Circuito de Mugello.
| Ronda | Ronda | Circuito                      | País            | Fecha           | Acompañado por   |
| ----- | ----- | ----------------------------- | --------------- | --------------- | ---------------- |
| 1     | R1    | Autodromo Nazionale di Monza  | Italia          | 14 de mayo      | WTCC             |
| 1     | R2    | Autodromo Nazionale di Monza  | Italia          | 15 de mayo      | WTCC             |
| 2     | R1    | Hungaroring                   | Hungría         | 4 de junio      | WTCC             |
| 2     | R2    | Hungaroring                   | Hungría         | 5 de junio      | WTCC             |
| 3     | R1    | Masaryk Circuit               | República Checa | 19 de junio     | WTCC             |
| 3     | R2    | Masaryk Circuit               | República Checa | 19 de junio     | WTCC             |
| 4     | R1    | Donington Park                | Reino Unido     | 16 de julio     | WTCC             |
| 4     | R2    | Donington Park                | Reino Unido     | 17 de julio     | WTCC             |
| 5     | R1    | Motorsport Arena Oschersleben | Alemania        | 30 de julio     | WTCC             |
| 5     | R2    | Motorsport Arena Oschersleben | Alemania        | 31 de julio     | WTCC             |
| 6     | R1    | Circuito Ricardo Tormo        | España          | 3 de septiembre | WTCC             |
| 6     | R2    | Circuito Ricardo Tormo        | España          | 4 de septiembre | WTCC             |
| 7     | R1    | Circuito de Mugello           | Italia          | 1 de octubre    | Evento principal |
| 7     | R2    | Circuito de Mugello           | Italia          | 2 de octubre    | Evento principal |

## Resultados

### Campeonato de pilotos
| Pos | Piloto               | MON | MON | HUN | HUN | BRN | BRN | DON | DON | OSC | OSC | VAL | VAL | MUG | MUG | Puntos |
| --- | -------------------- | --- | --- | --- | --- | --- | --- | --- | --- | --- | --- | --- | --- | --- | --- | ------ |
| 1   | Kevin Ceccon         | 5   | 3   | 1   | 10  | 3   | 7   | 4   | 6   | 3   | 6   | 3   | 8   | 4   | 7   | 130    |
| 2   | Luca Filippi         | 2   | 6   | 11  | 2   | 1   | 3   | 2   | 5   |     |     | 12  | 7   | 2   | 4   | 127    |
| 3   | Sergey Afanasyev     | 4   | 10  | 5   | 1   | 8   | 9   |     |     | 1   | 2   | 1   | 14  | 6   | 13  | 117    |
| 4   | Adrien Tambay        | Ret | 2   | 2   | 4   | Ret | 8   |     |     | 2   | 3   | 6   | 4   | 1   | 6   | 114    |
| 5   | Fabio Onidi          | 8   | 1   | 4   | 6   | Ret | 5   | 13† | DNS | 4   | 10  | 2   | 6   | 3   | 5   | 99     |
| 6   | Fabrizio Crestani    | Ret | 9   | 7   | 14  | 2   | 4   | 3   | 3   | Ret | 9   | 4   | 5   | 7   | 3   | 92     |
| 7   | Rio Haryanto         | Ret | 11  | 10  | 5   | 6   | 2   | 11  | 11  |     |     | 5   | 1   | 5   | 2   | 82     |
| 8   | Samuele Buttarelli   | 3   | 8   | 13  | 16† | 7   | 1   | 8   | 1   | Ret | 8   | 7   | 3   | 10  | 8   | 81     |
| 9   | Giovanni Venturini   | 1   | 5   | 3   | 7   | Ret | 11  | 9   | 7   | 8   | 1   | 10  | 9   | 11  | 9   | 76     |
| 10  | Adam Carroll         |     |     |     |     |     |     | 5   | 2   |     |     | 8   | 2   | 8   | 1   | 64     |
| 11  | Jon Lancaster        |     |     |     |     | 4   | 6   | 1   | 4   |     |     |     |     |     |     | 51     |
| 12  | Pasquale Di Sabatino | 7   | 12  | 8   | 8   | 5   | 13† | 10  | Ret | 7   | 4   | 11  | 10  | 9   | 10  | 38     |
| 13  | Bruno Méndez         | 9   | 15  | 9   | 3   | Ret | DNS | 7   | Ret | 9   | DSQ |     |     |     |     | 22     |
| 14  | Daniël de Jong       |     |     |     |     |     |     | 6   | 8   | 6   | 7   | 13  | 11  |     |     | 19     |
| 15  | Marco Barba          | 6   | 4   | Ret | 9   | Ret | 10  |     |     |     |     |     |     |     |     | 16     |
| 16  | Adrián Campos, Jr.   | DNS | DNS |     |     |     |     | DNS | 9   | 5   | 11  | 9   | 15† |     |     | 12     |
| 17  | Rodolfo González     |     |     | 6   | 15  |     |     |     |     |     |     |     |     |     |     | 8      |
| 18  | Kevin Korjus         |     |     |     |     |     |     |     |     | 10† | 5   |     |     |     |     | 7      |
| 19  | Adrian Zaugg         | 11  | 7   |     |     |     |     |     |     |     |     |     |     |     |     | 3      |
| 20  | Giuseppe Cipriani    | Ret | 14  | 15  | 13  | 9   | 12  | 12  | Ret | Ret | 13† | 15  | 12  | 13† | Ret | 2      |
| 21  | Francesco Dracone    | 10  | 13  | 12  | 12  | Ret | 14† | Ret | 10  | Ret | 12† | 14  | 13  | 14† | 11  | 1      |
| 22  | Stefano Bizzarri     |     |     | 14  | 11  |     |     |     |     |     |     |     |     |     |     | 0      |
| 23  | Michele la Rosa      |     |     |     |     |     |     |     |     |     |     |     |     | 12  | 12  | 0      |
| Pos | Piloto               | MON | MON | HUN | HUN | BRN | BRN | DON | DON | OSC | OSC | VAL | VAL | MUG | MUG | Puntos |

| Color     | Resultado                                                               |
| --------- | ----------------------------------------------------------------------- |
| Oro       | Ganador                                                                 |
| Plata     | 2.ª plaza                                                               |
| Bronce    | 3.ª plaza                                                               |
| Verde     | Finalizó en los puntos                                                  |
| Azul      | Finalizó sin puntos                                                     |
| Azul      | NC - No clasificado                                                     |
| Violeta   | Ret - No terminó (Carrera)                                              |
| Rojo      | DNQ - No se clasificó                                                   |
| Negro     | DSQ - Descalificado                                                     |
| Blanco    | DNS - No empezó (carrera)                                               |
| Blanco    | WD - Retirado (fin de semana)                                           |
| Blanco    | C - Carrera cancelada                                                   |
| Sin color | DNP - Inscrito pero no participó                                        |
| Sin color | INJ - Lesionado                                                         |
| Sin color | EX - Excluido                                                           |
| Estado    | Resultado                                                               |
| Negrita   | Pole position                                                           |
| Cursiva   | Vuelta rápida                                                           |
| †         | Abandona, pero clasifica al completar el porcentaje requerido para ello |

### Campeonato de Escuderías
| Pos | Escudería         | MON | MON | HUN | HUN | BRN | BRN | DON | DON | OSC | OSC | VAL | VAL | MUG | MUG | Puntos |
| --- | ----------------- | --- | --- | --- | --- | --- | --- | --- | --- | --- | --- | --- | --- | --- | --- | ------ |
| 1   | DAMS              | 4   | 2   | 2   | 1   | 6   | 2   | 11  | 11  | 1   | 2   | 1   | 1   | 5   | 2   | 238    |
| 1   | DAMS              | Ret | 10  | 5   | 4   | 8   | 8   |     |     | 10† | 5   | 5   | 14  | 6   | 13  | 238    |
| 2   | Campos Racing     | 6   | 4   | 6   | 3   | Ret | 10  | 5   | 2   | 2   | 3   | 6   | 2   | 1   | 1   | 190    |
| 2   | Campos Racing     | 9   | 15  | 9   | 9   | Ret | DNS | 7   | 9   | 5   | 11  | 8   | 4   | 8   | 6   | 190    |
| 3   | Lazarus           | 8   | 1   | 4   | 6   | 2   | 4   | 3   | 3   | 4   | 9   | 2   | 5   | 3   | 3   | 190    |
| 3   | Lazarus           | Ret | 9   | 7   | 14  | Ret | 5   | 13† | DNS | Ret | 10  | 4   | 6   | 7   | 5   | 190    |
| 4   | Super Nova Racing | 2   | 6   | 11  | 2   | 1   | 3   | 1   | 4   |     |     | 12  | 7   | 2   | 4   | 181    |
| 4   | Super Nova Racing | 11  | 7   |     |     | 4   | 6   | 2   | 5   |     |     |     |     |     |     | 181    |
| 5   | Ombra Racing      | 5   | 3   | 1   | 10  | 3   | 7   | 4   | 6   | 3   | 6   | 3   | 8   | 4   | 7   | 136    |
| 5   | Ombra Racing      | 7   | 12  | 14  | 11  |     |     | Ret | 10  | Ret | 12† | 14  | 13  | 12  | 11  | 136    |
| 6   | TP Formula        | 3   | 8   | 8   | 8   | 5   | 1   | 8   | 1   | 7   | 4   | 7   | 3   | 9   | 8   | 113    |
| 6   | TP Formula        |     |     | 13  | 16  | 7   | 13† | 10  | Ret | Ret | 8   | 11  | 10  | 10  | 10  | 113    |
| 7   | Griffitz Durango  | 1   | 5   | 3   | 7   | 9   | 11  | 9   | 7   | 8   | 1   | 10  | 9   | 11  | 9   | 78     |
| 7   | Griffitz Durango  | Ret | 14  | 15  | 13  | Ret | 12  | 12  | Ret | Ret | 13† | 15  | 12  | 13† | Ret | 78     |
| 8   | MP Motorsport     |     |     |     |     |     |     | 6   | 8   | 6   | 7   | 13  | 11  |     |     | 19     |
| 9   | Emmebi Motorsport | 10  | 13  | 12  | 12  | Ret | 14† |     |     |     |     |     |     |     |     | 1      |
| Pos | Escudería         | MON | MON | HUN | HUN | BRN | BRN | DON | DON | OSC | OSC | VAL | VAL | MUG | MUG | Puntos |

### Trofeo Sub-21
| Pos | Piloto             | Puntos |
| --- | ------------------ | ------ |
| 1   | Kevin Ceccon       | 222    |
| 2   | Adrien Tambay      | 159    |
| 3   | Samuele Buttarelli | 148    |
| 4   | Giovanni Venturini | 147    |
| 5   | Rio Haryanto       | 143    |
| 6   | Bruno Méndez       | 71     |
| 7   | Daniel de Jong     | 59     |
| 8   | Kevin Korjus       | 18     |
| 9   | Stefano Bizzarri   | 10     |